# Tlilapan
Tlilapan es una localidad del estado mexicano de Veracruz. Es cabecera del municipio de Tlilapan.

## Demografía
| Censo | Población |
| ----- | --------- |
| 1900  | 349       |
| 1910  | 327       |
| 1921  | 344       |
| 1930  | 554       |
| 1940  | 416       |
| 1950  | 644       |
| 1960  | 706       |
| 1970  | 973       |
| 1980  | 1249      |
| 1990  | 1543      |
| 1995  | 2223      |
| 2000  | 2707      |
| 2005  | 3202      |
| 2010  | 3476      |
| 2020  | 3977      |